# خانه هنرمندان اصفهان
خانه هنرمندان اصفهان بنایی از دورهٔ پهلوی است که در پارک ایثارگران اصفهان بین پل خواجو و پل بزرگمهر جای گرفته است. این اثر در تاریخ ۲۴ اسفند ۱۳۸۴ با شمارهٔ ثبت ۱۵۱۸۰ به‌عنوان یکی از آثار ملی ایران به ثبت رسیده است.
این ساختمان در دو طبقه ساخته شده است و هر طبقه دارای پنج اتاق به اضافهٔ یک تالار بزرگ و ایوان‌های پیرامونی است. مساحت هر طبقه نزدیک به ۴۰۰ متر مربع و پیرامون آن را سراسر فضای سبز فراگرفته است.
این عمارت، در اصل متعلق به دو خانواده مرفه در دوره پهلوی بوده و ابتدا حالت مسکونی داشته است. اما پس از مدتی به عمارتی تفریحی، تغییر کاربری پیدا می‌کند. پس از پیروزی انقلاب اسلامی، این عمارت به نفع حکومت مصادره می‌شود. در سال ۱۳۶۸ دانشکده معماری شهرسازی دانشگاه خوراسگان در این مکان تأسیس می‌شود.
خانهٔ هنرمندان در سال ۱۳۷۳ برای گسترش خدمات فرهنگی و هنری و پشتیبانی از هنرمندان خدمات خود را زیر نظر حوزه هنری آغاز نمود.

## نگارخانه

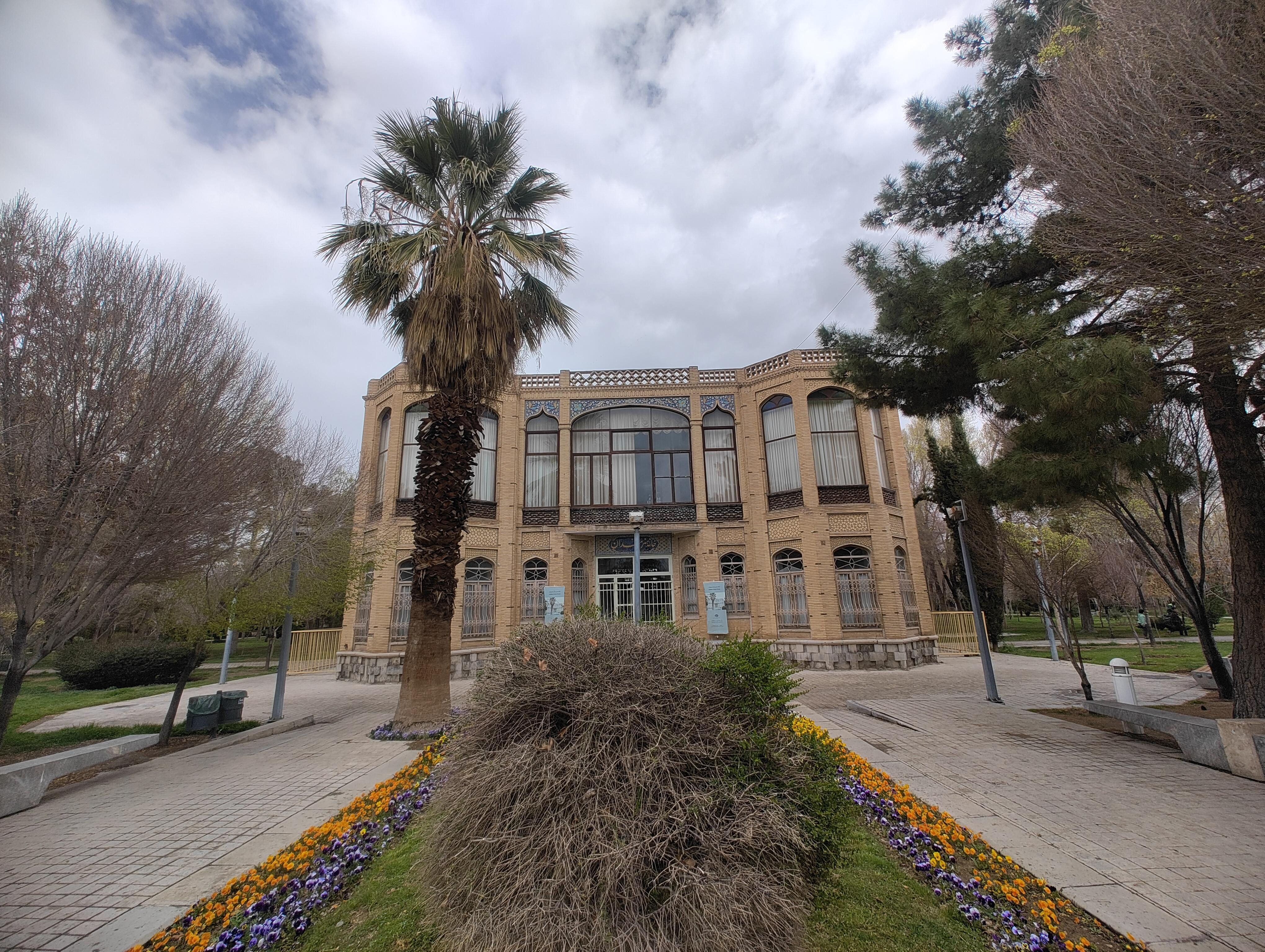
ضلع جنوبی - ورودی
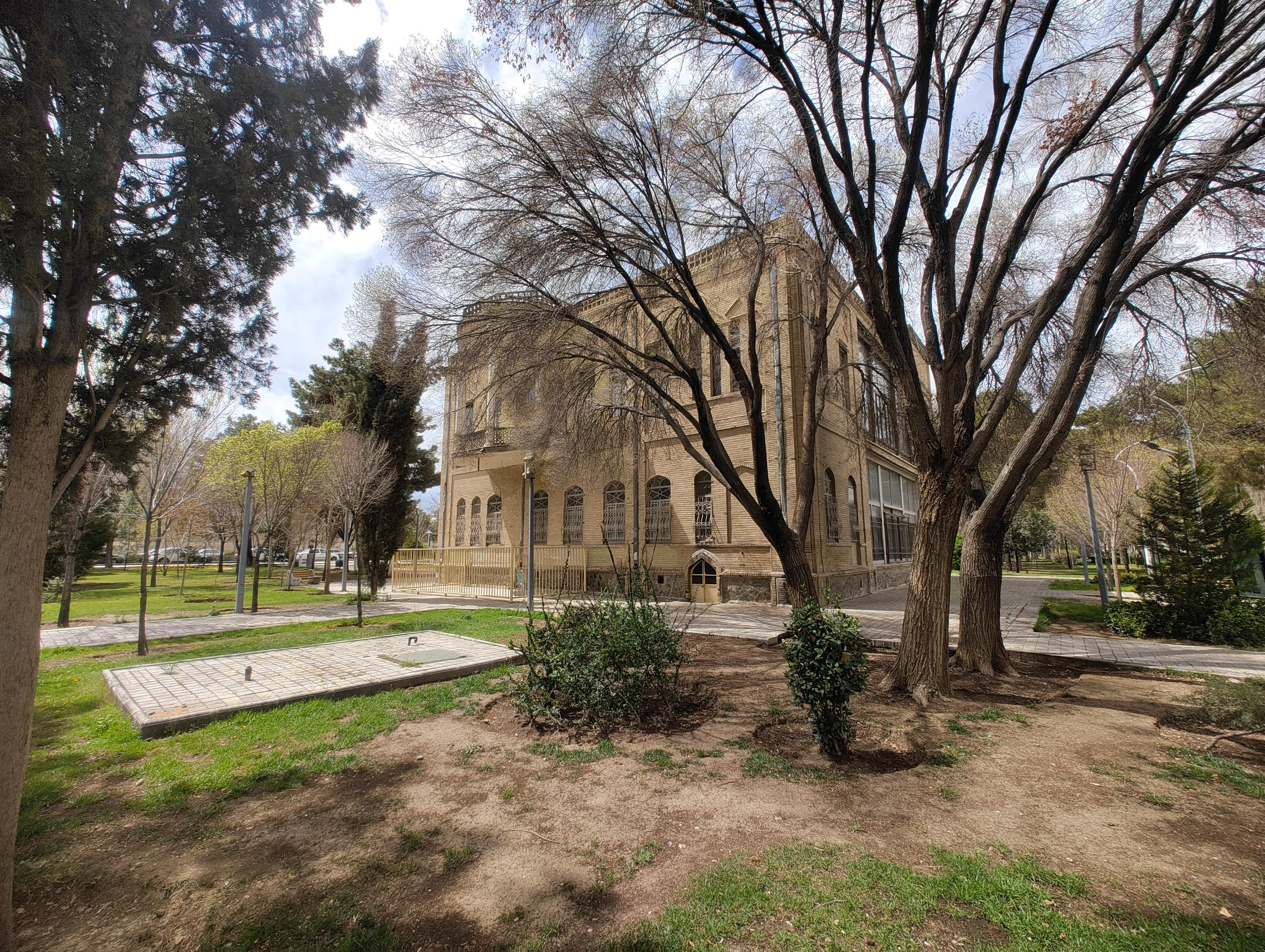
ایوان شرقی
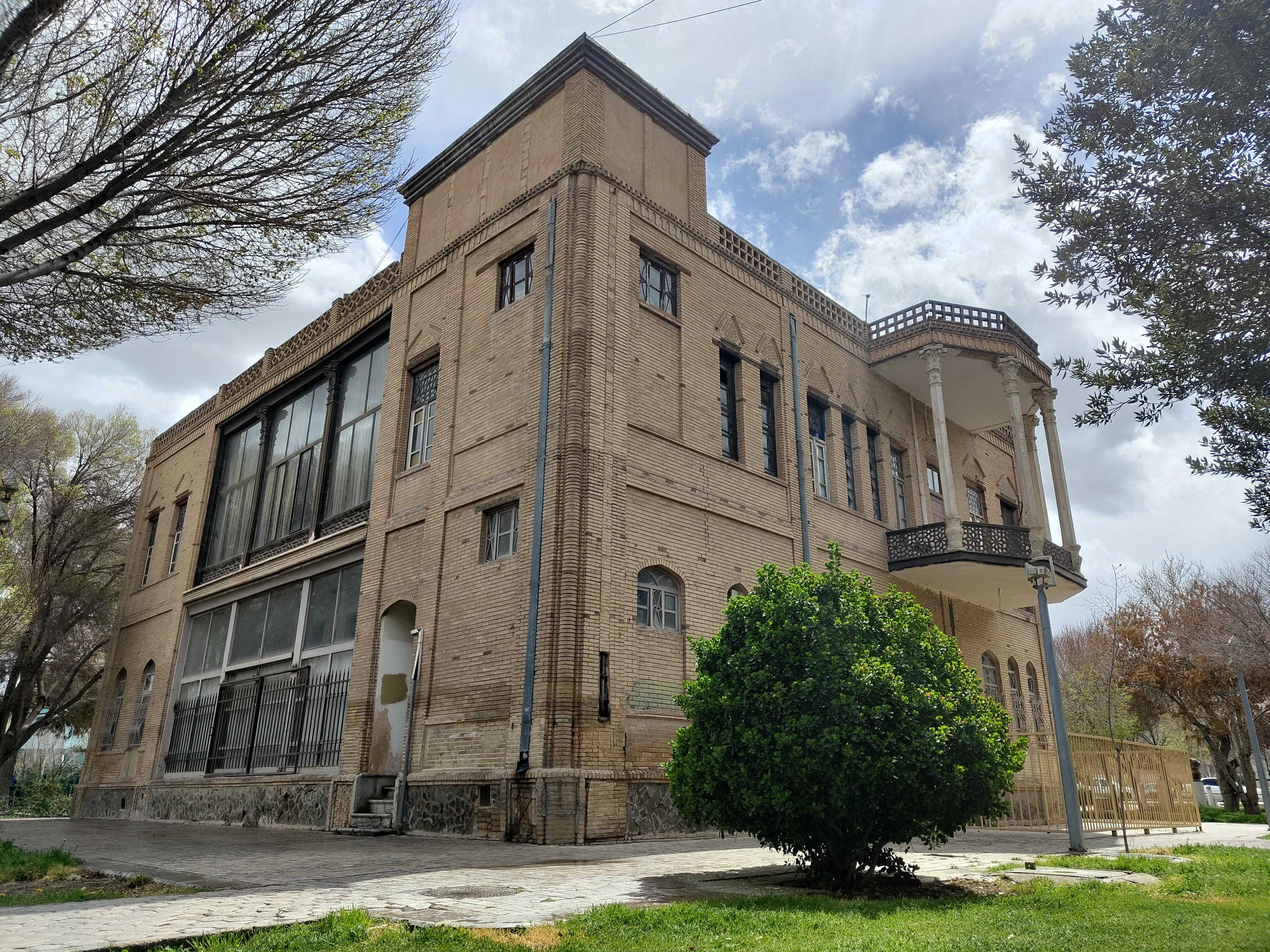
ایوان غربی
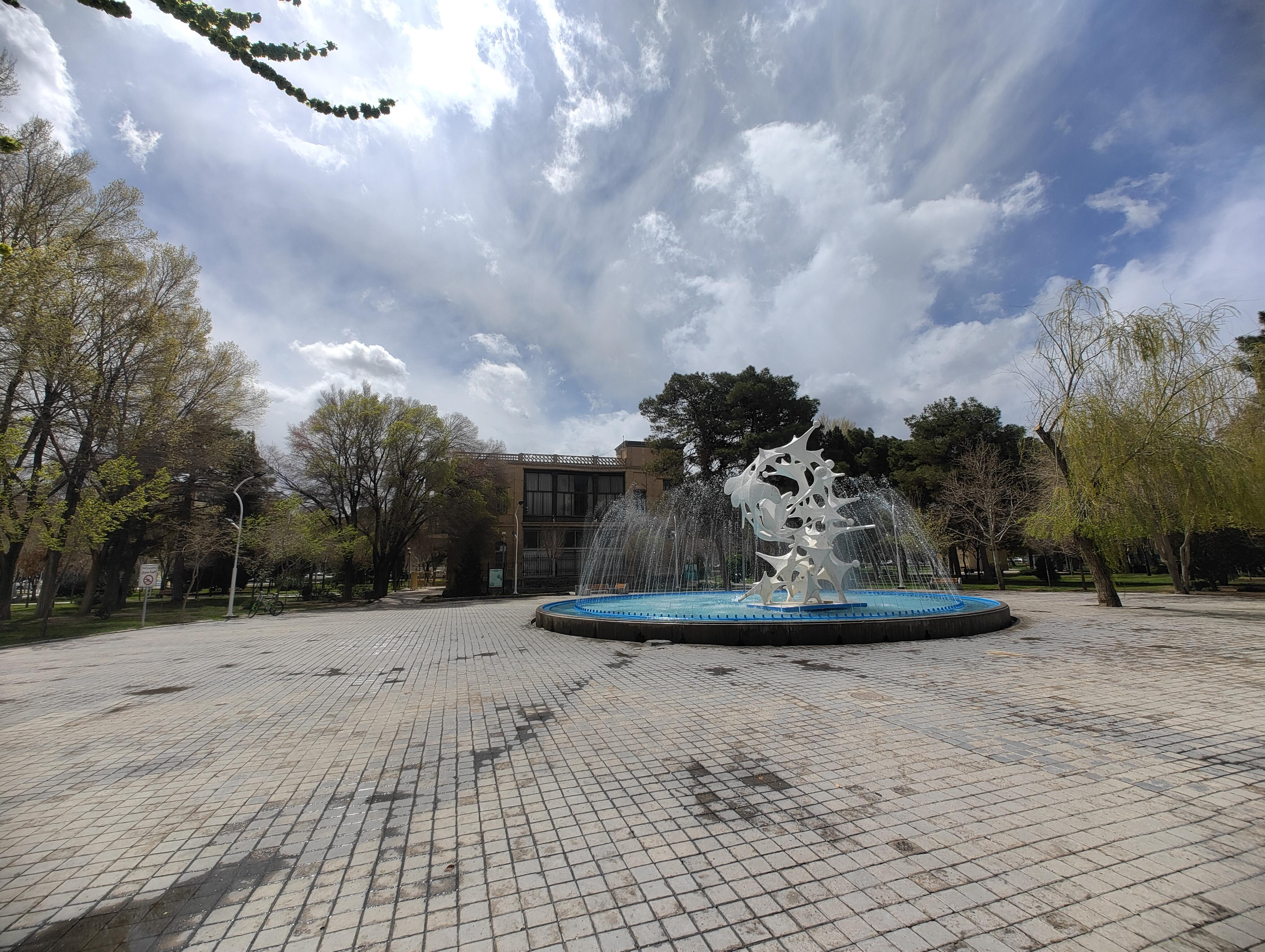
ضلع شمالی